# Condado de Rio Grande
O Condado de Rio Grande é um dos 64 condados do Estado americano do Colorado. A sede do condado é Del Norte, e sua maior cidade é Monte Vista. O condado possui uma área de 2 362 km² (dos quais 1 km² estão cobertos por água), uma população de 12 413 habitantes, e uma densidade populacional de 5 hab/km² (segundo o censo nacional de 2000). O condado foi fundado em 1874.